# Jacobine op Zondag
Jacobine op Zondag is een protestants programma van de NCRV dat in 2016 van start ging. Het werd elke zondagmiddag na 17.00 uur op NPO 2 uitgezonden. Elke uitzending stondt in het teken van een actueel onderwerp waarover werd doorgesproken met deskundigen. Het programma was een voortzetting van Schepper & Co. Het belichtte actuele ontwikkelingen rondom levensbeschouwing en spiritualiteit van individuele mensen en de manier waarop de gasten die zij ontving in het leven staan. De gesprekken vonden plaats in de oranjerie van Hydepark (Doorn). Op 30 oktober 2022 vond de laatste uitzending van Jacobine op Zondag plaats.